# Бак, Фредерик
Фредерик Бак (фр. Frédéric Back; 8 апреля 1924 года, Саарбрюккен — 24 декабря 2013 года) — канадский аниматор, отмеченный множеством наград. Офицер ордена Канады, рыцарь Национального ордена Квебека.
С 1952 года работал в мультипликационной студии Национального канадского телевидения.
Создал большой витраж под названием «L’histoire de la musique à Montréal» («История музыки в Монреале») для стенной ниши на станции метро «Place-des-Arts» («Площадь искусств») в  Монреале. Торжественное открытие витража состоялось 20 декабря 1987 года. Это было первое произведение искусства, выполненное на заказ для Монреальского метрополитена.
В 1980 году за фильм «Всё ничто» («Tout rien») выдвигался на награду Американской академии киноискусства в категории Лучший анимационный короткометражный фильм. В 1982 году он получил её за фильм «Бах!» («Crack»). В 1987 году получил вторую награду Академии в номинации «Лучший анимационный короткометражный фильм» за фильм «Человек, который сажал деревья» («L’Homme qui plantait des arbres»). В 1994 году вновь был номинирован Академией в категории «Лучший анимационный короткометражный фильм» за фильм «Великая река» («Le fleuve aux grandes eaux»).
В 1989 году за фильм «Человек, который сажал деревья» Фредерик Бак был выдвинут на получение премии генерал-губернатора в категории «Детская литература: иллюстрации».
В 1989 году Фредерик Бак был произведён в звание Рыцаря Национального ордена Квебека. В 1990 году стал офицером ордена Канады.
В 2004 году на международном фестивале экологических фильмов «Планета в фокусе» получил награду «Эко-героя средств массовой информации».
Скончался 24 декабря 2013 года.